# Flow My Firetear
Flow My Firetear er det tredje studiealbum fra den danske punkrockgruppe Sort Sol. Det udkom i 1991 på Columbia Records. Som det første af gruppens albums modtog det Danish Music Award for Årets danske udgivelse ved prisoverrækkelsen i 1992.

## Spor
1. "Siggimund Blue" - 4:20
2. "Daugther Of Sad" - 3:17
3. "Girl Of 1000 Tears" - 2:51
4. "Carry Me Into The Sun" - 3:13
5. "Midnight Train To Summer" - 4:03
6. "Desdemona" - 3:29
7. "Two Tongue Tale" - 3:17
8. "Dyanne Thorne" - 2:37
9. "Tatlin Tower" - 3:39